# Colleen Brennan
Pour les articles homonymes, voir Brennan.
Colleen Brennan (née le 1er décembre 1949) est une actrice de films d'exploitation, puis de films pornographiques américaine.

## Biographie
La rousse Colleen Brennan commence sa carrière en 1970, à l'âge de vingt et un ans, sous le nom de Sharon Kelly dans plusieurs films de sexploitation réalisés par un habitué du genre Harry Novak. En 1973, elle obtient un rôle de silhouette dans le film de science-fiction érotico-kitsch L'Invasion des femmes abeilles de Denis Sanders. En 1974, elle apparaît dans un petit rôle non crédité dans le film de blaxploitation Foxy Brown de Jack Hill. Elle joue un petit rôle dans Supervixens (1975) de Russ Meyer et dans les films de nazisploitation Ilsa, la louve des SS (1975) et sa première suite Ilsa, gardienne du harem (1976).
En 1975, elle apparaît dans un rôle de silhouette, seins nus, dans les films La Cité des dangers (Hustle) et Shampoo.
Sa carrière dans les films d'exploitation s'arrête à l'âge de 26 ans, en 1976. En 1979, elle décroche un petit rôle dans un épisode d'une série télévisée (Lou Grant).
Elle disparaît totalement du paysage cinématographique jusqu'en 1983. À 33 ans, elle commence une carrière intense dans l'industrie pornographique. Elle prendra sa retraite en 1990 à l'âge de quarante ans.
Colleen a reçu plusieurs XRCO Awards et AVN Awards. C'est une "Legends of Porn".
De 1996 à 2011, Colleen Brennan travaille dans un service social pour adultes handicapés. En 2011, elle vit en couple depuis onze ans avec un homme. Elle est devenue grand-mère pendant l'été 2011.

## Récompenses
- 1984 : CAFA Award for Best Supporting Actress - Good Girl, Bad Girl[3]
- 1986 : XRCO Award for Best Actress - Getting Personal
- 1986 : XRCO Award for Best Supporting Actress -Star Angel
- 1987 : AVN Award de la meilleure actrice dans un film (Best Actress - Film) pour Getting Personal[4]
- 1987 : AVN Award de la meilleure actrice dans un second rôle (film) (Best Supporting Actress - Film) pour Star Angel[4]
- XRCO Hall of Fame

## Filmographie sélective
- Nasty Girls 2 (1990)
- Le sex de femme 4 (1989)
- Girls Who Dig Girls 8 (1988)
- Taste of the Best (1988)
- Slammer Girls (1987)
- Lady by Night (1987)
- Girls Who Love to Suck (1987)
- Leather and Lace (1987)
- Club Ecstasy (1987)
- Tower Of Power (1985)
- Initiation Of Cynthia (1985)
- Six Faces of Samantha (1984)
- One Night at a Time (1984)
- Taboo 3 (1984)
- Mafia Girls (1975)
- Supervixens (1975)
- Carnal Madness (1975)
- Shampoo (1975)
- The Boob Tube (1975) de Christopher Odin
- Foxy Brown (film) (1974) (non crédité) .... Hooker
- The Beauties and the Beast (1974)
- The Dirty Dolls (1973) de Stu Segall
- Sassy Sue (1973)
- Little Cigars (1973)
- Invasion of the Bee Girls (1973) de Denis Sanders
- A Scream in the Streets (1973)
- Teenage Bride (1970) de Gary Troy